# Pelodera chitwoodi
Pelodera chitwoodi är en rundmaskart som först beskrevs av Bassen 1940.  Pelodera chitwoodi ingår i släktet Pelodera och familjen Rhabditidae. Inga underarter finns listade i Catalogue of Life.